# Florian Eisath
Florian Eisath (Bolzano, 27 novembre 1984) è un ex sciatore alpino italiano specialista dello slalom gigante.
È figlio della slittinista Monika Auer e fratello degli sciatori alpini Michael e Magdalena, a loro volta atleti di alto livello.

## Biografia
Originario di Obereggen di Nova Ponente e attivo in gare FIS dal gennaio del 2000, Eisath in Coppa Europa ha esordito il 13 febbraio 2003 a Sella Nevea in supergigante (78º) e ha ottenuto la prima vittoria, nonché primo podio, il 7 dicembre 2004 a Valloire in slalom gigante. In Coppa del Mondo ha debuttato il 19 dicembre successivo nello slalom gigante dell'Alta Badia, senza qualificarsi per la seconda manche, pur continuando a competere prevalentemente in Coppa Europa dove, nella stagione 2005-2006, ha chiuso al 2º posto in classifica generale.
Ai Mondiali di Vail/Beaver Creek 2015, sua prima presenza iridata, ha concluso all'8º posto lo slalom gigante. Il 18 dicembre 2016 ha conquistato il suo unico podio in Coppa del Mondo, classificandosi 3º nello slalom gigante della Gran Risa in Alta Badia; nel prosieguo della stagione, ai Mondiali di Sankt Moritz 2017 (sua ultima presenza iridata), si è classificato 17º nello slalom gigante.
Il 14 gennaio 2018 ha colto il suo ultimo podio in Coppa Europa, vincendo lo slalom gigante di Kirchberg in Tirol; ai XXIII Giochi olimpici invernali di Pyeongchang 2018, sua unica presenza olimpica, si è classificato 14º nello slalom gigante. Si è ritirato al termine di quella stessa stagione 2017-2018; la sua ultima gara in Coppa del Mondo è stata lo slalom gigante disputato a Åre il 17 marzo (10º) e la sua ultima gara in carriera è stato lo slalom gigante dei Mondiali militari 2018, il 28 marzo a Pampeago, chiuso da Eisath al primo posto.

## Palmarès

### Coppa del Mondo
- Miglior piazzamento in classifica generale: 35º nel 2017
- 1 podio:
  - 1 terzo posto

### Coppa Europa
- Miglior piazzamento in classifica generale: 2º nel 2006
- 21 podi:
  - 10 vittorie
  - 5 secondi posti
  - 6 terzi posti

#### Coppa Europa - vittorie
| Data             | Località           | Paese   | Specialità |
| ---------------- | ------------------ | ------- | ---------- |
| 7 dicembre 2004  | Valloire           | Francia | GS         |
| 10 dicembre 2005 | Valloire           | Francia | GS         |
| 11 dicembre 2005 | Valloire           | Francia | GS         |
| 14 dicembre 2005 | San Vigilio        | Italia  | GS         |
| 21 gennaio 2006  | Sella Nevea        | Italia  | SG         |
| 15 dicembre 2006 | San Vigilio        | Italia  | GS         |
| 12 dicembre 2009 | San Vigilio        | Italia  | GS         |
| 19 gennaio 2013  | Kirchberg in Tirol | Austria | GS         |
| 5 febbraio 2013  | Les Menuires       | Francia | GS         |
| 14 gennaio 2018  | Kirchberg in Tirol | Austria | GS         |

Legenda:

SG = supergigante

GS = slalom gigante

### Campionati italiani
- 6 medaglie[1][3][4]:
  - 3 ori (slalom gigante nel 2006; slalom gigante nel 2011; slalom gigante nel 2015)
  - 3 bronzi (combinata nel 2006; slalom gigante nel 2014; slalom gigante  nel 2016)

### Campionati italiani juniores
- 4 medaglie[1]:
  - 1 oro (slalom gigante nel 2004)
  - 2 argenti (discesa libera, supergigante nel 2004)